# Agustín Codazzi
Agustín Codazzi là một khu tự quản thuộc tỉnh Cesar, Colombia. Thủ phủ của khu tự quản Agustín Codazzi đóng tại Agustín Codazzi Khu tự quản Agustín Codazzi có diện tích 1799 ki lô mét vuông. Đến thời điểm ngày 28 tháng 5 năm 2005, Agustín Codazzi có dân số 52943 người.